# Oliveira do Bairro (freguesia)
Pour les articles homonymes, voir Oliveira.
Oliveira do Bairro est une paroisse civile portugaise (en portugais : freguesia) de la municipalité d'Oliveira do Bairro dans le district d'Aveiro.

## Démographie
Lors du recensement de 2021, Oliveira do Bairro compte 6 385 habitants. C'est la deuxième paroisse la plus peuplée de la municipalité, derrière Oiã (7 862 habitants).